# Elaver
Elaver là một chi nhện trong họ Clubionidae.